# V žáru velkoměsta
V žáru velkoměsta (též Žár velkoměsta, v anglickém originále City Heat) je americká kriminální filmová komedie z roku 1984 s Clintem Eastwoodem a Burtem Reynoldsem v hlavních rolích, kterou režíroval Richard Benjamin a napsal Blake Edwards (pod pseudonymem Sam O. Brown) společně s Josephem C. Stinsonem podle Edwardsova námětu. Film byl v Severní Americe uveden do kin v prosinci 1984.
Očekávalo se, že dvojice Eastwood a Reynolds bude velkým kasovním trhákem, ale film při rozpočtu 25 milionů dolarů utržil pouze 38,3 milionu dolarů.

## Děj
V Kansas City roku 1933 jde policejní poručík Speer do restaurace na kávu. Dva muži přijdou hledat bývalého policistu, nyní soukromého detektiva, Mikea Murphyho. Speer a Murphy byli dobří přátelé, dokud Murphy neodešel z policie. Muži na Murphyho zaútočí, jakmile přijde. Speer je ignoruje, dokud jeden z nich nezpůsobí, že mu vypadne káva. Oba muže Speer vyhodí z restaurace. Murphy mu sarkasticky děkuje .
Oba mají zájem o Murphyho sekretářku Addy, která oba miluje. To dokazuje, když po něžném rozloučení s Murphym jde na rande se Speerem. Murphy má novou lásku, bohatou světákyni Caroline Howley, ale nemůže se zavázat.
Speer a Addy jdou na boxerský zápas, kde je přítomen mafiánský boss Leon Coll. Murphyho partner Diehl Swift je tam také a zdá se, že spolupracuje s Primem Pittem a jeho gangem. Swift má kufřík, který má obsahovat účetní záznamy Collových operací. Oběma gangům se nelíbí, že záznamy má Swift. Ve skutečnosti jsou v držení Collova účetního, který se dříve setkal se Swiftem v klubu, kde vystupuje černošská zpěvačka Ginny Lee.
Swift opouští boxerský zápas, sledován Speerem a Addy. V bytě ho konfrontují Pitt a jeho muži, kteří vezmou Ginny jako rukojmí. Ginny uteče, ale Swift je zabit v potyčce s Pittem. Jeden z Pittových mužů otevře kufřík, ale je prázdný. Swiftovo tělo vyhodí oknem, kde dopadne na střechu Speerova zaparkovaného auta, kde čeká zděšená Addy.
Murphy se chce pomstít Pittovi za smrt partnera a požádá Speera o pomoc. Po setkání s Murphym v kině je Ginny konfrontována Pittovými muži. Při útěku ji srazí auto a vážně zraní.
Po tom co Murphy ukáže Addy "prádlo" s chybějícími finančními záznamy jsou jeho dveře provrtány výstřely. Murphy útočníky odrazí baseballovou pálkou a uteče. Na ulici vypukne přestřelka mezi Collovými a Pittovými muži. Murphy se skrývá, zatímco gangsteři bojují, až jeden z nich prostřelí Speerovo auto. Speer vytáhne brokovnici a ukončí boj. Murphy a Speer se dohodnou pomstít Ginny a zachránit Caroline, kterou Pitt unesl, aby donutil Murphyho vydat záznamy. K finálnímu střetu s Pittem a jeho gangem dojde ve skladu.
V luxusním nevěstinci Speer a Murphy zachrání Caroline. Coll přijde s Addy jako rukojmí a požaduje své finanční záznamy. Murphy mu vymění záznamy za Addy, ale kufřík je pastí; Collovo auto vybuchne s ním uvnitř.
Film končí, když Speer, Addy, Murphy a Caroline jdou na dvojrandí do klubu, kde poslouchají Ginny a baví se, dokud Murphyho poznámky nevyvolají rvačku s ostatními návštěvníky.